# El Diario Español
El Diario Español fue un periódico editado en la ciudad española de Madrid entre 1852 y, al menos, 1870.

## Historia
Editado en Madrid, se imprimió primero en la imprenta de A. Babi; después pasaría a hacerlo en otras, hacia 1870 la de P. Andrés. Su primer número aparecería el 1 de junio de 1852, con cuatro páginas. Llegaría al menos al año 1870. Un periódico de carácter principalmente político y afín a la Unión Liberal, fue dirigido por Manuel Rancés y Villanueva y después por Mauricio y Dionisio López Roberts.
Entre sus redactores se habrían contado Francisco Acuña, José María de Albuerne, Saturnino Álvarez Bugallal, Juan Álvarez de Lorenzana, Isidro Autrán, José Benítez Caballero, Ricardo Cámara, Zacarías Casaval, José García Miranda, Waldo Giménez Romera, Francisco de Paula Madrazo, Joaquín Maldonado Macanaz, Julio Nombela, Pedro María Ors, Victoriano Palacios, Vicente Rodríguez Varo, Francisco de P. San Martín, Estanislao Suárez Inclán, Federico Villalba y Francisco del Villar.